# 卢道虔
卢道虔（？—？），字庆祖，范阳郡涿县（今河北省涿州市）人，出自范阳卢氏北祖大房，北魏秘书监、固安懿伯卢渊第四子，北魏、东魏官员。

## 生平
卢道虔略微知晓经史，同时通晓算术，娶魏孝文帝元宏的女儿济南长公主。济南长公主骄傲荒淫，污秽的名声远近闻名，在没有患病的情况下仓促之间暴死，当时的人都说是卢道虔害死了她。魏宣武帝元恪隐秘了公主的丑行，没有深究彻查。尚书曾保奏卢道虔为国子博士，灵太后追究济南长公主暴死之事，于是把卢道虔削职为民，终身不用。孝昌末年，临淮王元彧将要领兵出征，启用卢道虔出任奉车都尉。卢道虔的外甥李彧娶了元子攸的姐姐丰亭公主元季瑶，卢道虔因此依附于李彧。永安年间，卢道虔出任辅国将军、通直常侍，很快加号征虏将军，因为参与讨论历法有功，获赐临淄伯的爵位。自从北魏发生动乱以来，东西两台省的官员冗繁，普泰初年，魏节闵帝元恭敕令散骑常侍羊深与卢道虔、元晏、元法寿选用考核确定员额，从奉朝请以上，都有精简和淘汰。天平初年，卢道虔加征南将军，又任都官尚书、幽州大中正，外任骠骑将军、幽州刺史，很快加号卫大将军，在任内去世，朝廷赠予都督幽瀛二州诸军事、骠骑大将军、尚书右仆射、司空公、瀛州刺史，谥号恭文公。济南长公主所生二子，卢昌寓是个白痴，卢昌仁早逝。卢道虔又娶司马氏，生了卢昌裕，司马氏被休妻后，卢道虔再娶元氏，生了卢昌期和卢昌衡，卢道虔死后儿子们竞争父亲的临淄伯爵位，到魏收完成《魏书》的时候爵位还未承袭。
卢道虔喜好礼学，诘难南齐尚书令王俭的《丧服集记》七十多条，为尚书省的同僚在草屋下置办饭菜饮食，谈论者认为高尚。卢道虔在天亮要前往尚书省时，总要见一见弟弟才去。奴仆在马上弹琵琶，卢道虔听到后杖击了奴仆一百下。

## 其他
建义元年四月庚子（528年5月17日），尔朱荣发动河阴之变，前往河阴的北魏王公大臣都被杀害，卢道虔兄弟当时也相继前往行宫朝见，刘灵助看在卢道虔是幽州同乡的份上，保卫照护他们，因此朝臣中与范阳卢氏一起前往的有数十人免遭杀害。
魏孝庄帝杀死尔朱荣后，河阴之变死难者的家属互相凭吊和庆贺，卢道虔姨表兄魏子建的女婿李昞也在河阴之变中死难，魏子建对卢道虔说：“朝廷剪除倚仗权势逞强作恶的人，凶暴的歹徒还很凶猛，没听到有奇妙的计策超常的谋略，恐怕光杀尔朱荣于事无补。这是陇西李氏家门祸乱的开始，凭吊和庆贺不是太匆忙了吧！”永安之后，陇西李氏宗族流转离散，李昞的堂弟李彧遭到诛杀，就和魏子建所担忧的一样。

## 家族

### 父母
- 卢渊，北魏秘书监、固安懿伯
- 赵郡李氏，北魏散骑常侍、尚书、使持节、平西将军、泰州刺史、宣城公李孝伯之女[10]

### 兄弟姐妹
- 卢道将，北魏司徒司马
- 卢道亮
- 卢道裕，北魏左将军、泾州刺史
- 卢道侃，北魏幽州主簿
- 卢道和，北魏冀州中军府中兵参军
- 卢道约，东魏卫大将军、兖州刺史
- 卢道舒，北魏冠军将军、中书侍郎、固安伯
- 卢氏，嫁北魏使持节、平东将军、东道大行台、青州刺史、濮阳孝懿公李延寔
- 卢氏，嫁北魏龙骧将军、通直散骑侍郎李瑾
- 卢氏，嫁北魏定州治中李子云

### 夫人
- 济南长公主，生卢昌寓、卢昌仁
- 司马氏，生卢昌裕
- 元氏，生卢昌期、卢昌衡

### 子女
- 卢昌寓，通直散骑常侍
- 卢昌仁
- 卢昌裕，北齐齐安郡太守[11]
- 卢昌期
- 卢昌衡，隋朝仪同三司、太子左庶子
- 卢氏，嫁北齐阳平郡太守、平遥县开国子司马幼之[12]
- 卢氏，原本嫁给郭琼的儿子，郭琼犯死罪后没入官府，被高欢赐予陈元康为夫人[13][14]